# Русская Бектяшка
Русская Бектяшка — село в Сенгилеевском районе Ульяновской области, входит в состав Елаурского сельского поселения.

## География
Русская Бектяшка расположена на берегу Куйбышевского водохранилища между сёлами Мордово и  Мордовская Бектяшка, находится в 25 км к югу от города Сенгилея, в пяти километрах к юго-западу от села Мордово и в 92 км к юго-востоку от центра Ульяновска.

## Название
По мнению В. Ф. Барашкова, название села происходит от протекающей рядом речки Бектишки. Это гидроним тюркского происхождения, так как личное имя Бектяш используется многими тюркоязычными народами. Кроме того, на Алтае, в хакасском и ойротском языках «бектяш» означает «крепость, укрепление». Поэтому есть вероятность, что в средние века близ реки располагался укреплённый пункт, в честь которого и была названа река, а позднее и поселение.
Существует другое, местное предание, объясняющее происхождение названия села. Основанием для него здесь считается словосочетание «бег тяжкий». По легенде, во времена бурлачества возле Бектяшки проходил трудный участок бурлацкой тропы. Бурлаки через силу тянули здесь тяжёлые суда против течения. Часто слышались их жалобные возгласы: «Ох, бег тяжкий наш». Именно из-за них и появилось название реки и села. Но использование словосочетания для основы географических наименований не вполне характерно для русского языка, поэтому первая версия более весома.

## История
Село основано в 1684 году солдатами выборного полка.
С 1767 года упоминается уже как село.
При создании Симбирского наместничества в 1780 году, существовало два селения: село Бектяшки, пахотные солдат (стала Русская Бектяшка) и деревня Бектяшки (стала  Мордовская Бектяшка), экономических крестьян, которые входили в состав Сенгилеевского уезда.
В 1859 году село Русская Бектяшка, которое входило в состав Сенгилеевского уезда Симбирской губернии.
В 1880 году прихожанами был построен деревянный храм с престолом в честь Рождества Христова.
В январе 1918 в селе был создан совет, в феврале оно стало волостным центром.
В июне 1918 года, во время Гражданской войны, Бектяшка стала прифронтовым селом, а с 21 июля по 22 сентября занята белыми.
В 1930 году в Бектяшке был создан колхоз «Луч социализма» (в 50-е им. Маленкова). Во второй половине 50-х колхоз укрупнили за счет двух соседних хозяйств и назвали «Волга».
В 1933 году церковь закрыли. С 1934 года в нём располагаться сельский клуб. В 1942 году в этом здании расположился запасной понтонный батальон солдат. Однажды, во время приготовления еды для солдат, в здании вспыхнул пожар, уничтоживший его до основания. В селе имеется здание бывшего клуба, перенесённое в 1954 году из села Мордово, где в этом здание с 1885 года по 1954 гг. существовала церковь Михаила Архангела.
В 1953 - 1955 гг. при подготовке ложа Куйбышевского водохранилища из зоны затопления на более высокое место (новую площадку) была перенесена низменная часть села.

## Население
| 2010 |
| ---- |
| 576  |

В 1780 году пахотных солдат - 210, помещиковых крестьян - 30.
В 1859 году в селе насчитывалось 1566 человек.
В 1910 году в 513 домах числилось 3084 человека (1482 мужчины и 1602 женщины).
В 2010 г. здесь проживало более 600 человек.
По состоянию на 1 января 2016 г. - 539 человек.

## Инфраструктура
В селе есть: средняя общеобразовательная школа (9 классов), библиотека, администрация, ФАП, клуб, почта, два продуктовых магазина и один строительный. В селе имеются улицы: Полевая, Молодёжная, Советская, а также Конный и Широкий переулки.

## Достопримечательности
- Есть церковь Покрова Пресвятой Богородицы (на данный момент заброшена), построенная в 1880 году[8].
- Обелиск погибшим 211 воинам в годы ВОВ (1967), а также во время Финской (Зимней) войны и на Халхин-Голе[2].
- Село известно своей рыбалкой.
- Два объекта культурного наследия. Самый ранний из них - селище эпохи бронзы «Русская Бектяшка». Оно было частично обследовано археологами в первой половине 1950-х гг. - они заложили один раскоп площадью 24 кв. метра и 6 шурфов. Поселение располагалось на правом берегу Волги у пристани «Русская Бектяшка» и занимало небольшую вытянутую с северо-востока на юго-запад площадку (останец первой надпойменной террасы). С юго-западной стороны она ограничивалась большим оврагом «Кувай ».  Основную часть находок составила керамика, в частности, 25 обломков сосудов. Большая часть их сделана из хорошей глины и качественно обожжена. Орнамент, представленный на обломках, характеризуется как мелкоямочный, нарезной, гладкий штампованный и мелкозубчатый. Сосуды другого, более малочисленного типа, имеют утолщённую шейку, иногда орнаментированную по краю. Интересно, что гребенчатый орнамент на всех сосудах нечёткий, со слабо выраженными зубцами. Материалы археологических исследований указывают на смешанный культурный (срубно-абашевский) характер данного поселения, относящегося к эпохе поздней бронзы, т. е. к периоду ХII- VII вв. до н. э[2].

## Ссылка
- [www.komandirovka.ru/cities/russkaya_bektyashka_ulyan._obl./ Справка на сайте komandirovka.ru]